# Kamenški potok
Kamenški potok este o arie protejată (arie specială de conservare — SAC, sit de importanță comunitară — SCI) din Slovenia întinsă pe o suprafață de 129,65 ha, integral pe uscat.

## Localizare
Centrul sitului Kamenški potok este situat la coordonatele 45°59′47″N 15°12′30″E / 45.9965°N 15.2082°E.

## Înființare
Situl Kamenški potok a fost declarat sit de importanță comunitară în aprilie 2004 pentru a proteja 2 specii de animale. Situl a fost protejat și ca arie specială de conservare în februarie 2012.

## Biodiversitate
Situată în ecoregiunea continentală, aria protejată nu include niciun habitat protejat.
La baza desemnării sitului se află mai multe specii protejate de  nevertebrate (2): Austropotamobius torrentium, Cordulegaster heros.